# James Challis
James Challis (Braintree, 12 dicembre 1802 – Cambridge, 3 dicembre 1882) è stato un astronomo, matematico e fisico inglese.

## Biografia
Fu membro del clero inglese, Plumian Professor of Astronomy and Experimental Philosophy, una delle due più importanti cattedre di astronomia dell'Università di Cambridge, e direttore dell'Osservatorio astronomico della stessa Università succedendo in tale incarico a George Biddell Airy. Si laureò brillantemente nel 1825 presso il Trinity College, Cambridge come Senior Wrangler e primo Smith's prizeman. Durante la sua direzione dell'osservatorio di Cambridge migliorò gradualmente la strumentazione e l’accuratezza e precisione delle osservazioni. Osservò il 15 gennaio 1846 la divisione in due parti della cometa 3D/Biela riosservandone i frammenti nel 1852. Pubblicò, in campo astronomico, più di 60 articoli scientifici soprattutto su osservazioni di comete e asteroidi. Nel 1846 lavorò, sebbene senza eccessiva convinzione, su pressione di Airy e su calcoli elaborati da John Couch Adams delle perturbazioni dell'orbita di Urano, alla individuazione del pianeta Nettuno che, pur osservato agli inizi di agosto del 1846, non riconobbe. La scoperta di Nettuno fu fatta nel settembre del 1846 da Johann Gottfried Galle assistito da Heinrich Louis d'Arrest in base a calcoli di Urbain Le Verrier. Come fisico Challis lavorò nel campo dell'idrodinamica e dell'ottica supportando la teoria ondulatoria della luce e contribuendo alla teoria dell'etere luminifero come mezzo di propagazione della luce rigettando, però, l’idea che l'etere fosse un solido elastico ma piuttosto un fluido, venendo così in contrasto con Airy e George Stokes.
Fu membro a partire dal 1836 della Royal Astronomical Society e dal 1848 della Royal Society.
A James Challis la UAI ha intitolato il cratere lunare Challis.